# Mark Dayton

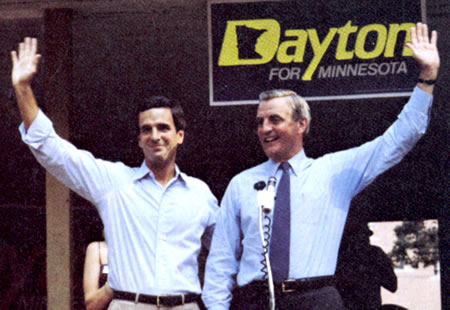
Dayton i Walter Mondale w 1975

Mark Dayton (ur. 26 stycznia 1947) – amerykański polityk związany z Minnesota Democratic-Farmer-Labor Party (czyli stanową organizacją Partii Demokratycznej), w latach 2001–2007 senator ze stanu Minnesota, w latach 2011–2019 gubernator tego stanu.

## Życiorys
Przyszedł na świat w Minneapolis. W 1969 ukończył prestiżowy Uniwersytet Yale, gdzie zdobywał doskonałe wyniki zarówno w nauce, jak i sporcie. W czasie studiów należał do korporacji studenckiej Delta Kappa Epsilon w tym samym czasie, co przyszły prezydent George W. Bush. Po ukończeniu studiów pracował pewien czas jako nauczyciel w Nowym Jorku.
Dayton pochodzi z bardzo bogatej rodziny właścicieli Dayton's Department Store, której interesy ma w przyszłości przejąć. W czasie kampanii wyborczej do Senatu w 2000 roku wydał z własnej kieszeni na jej poczet ponad 12 milionów dolarów.
Karierę publiczną rozpoczął, będąc asystentem ds. ustawodawczych ówczesnego senatora (i późniejszego wiceprezydenta) Waltera Mondale’a. W 1982 po raz pierwszy kandydował do Senatu, przegrywając z urzędującym działaczem Partii Republikańskiej, Davidem Durenbergerem.
W latach 1991–1995 piastował stanowisko audytora stanu Minnesota. W listopadzie 2000 pokonał senatora republikańskiego Roda Gramsa, który ubiegał się o drugą sześcioletnią kadencję w izbie wyższej Kongresu. Jego kadencja skończyła się 3 stycznia 2007.
Dayton jest jednym z najbardziej kontrowersyjnych amerykańskich senatorów. Poczytny tygodnik „Time” nazwał go nawet w kwietniu 2006 jednym z pięciu najgorszych senatorów. Inni jednak uważają tę opinię za mocno przesadzoną, chwaląc jego polityczną odwagę w wielu kwestiach (np. w 2002, jako jeden z nielicznych senatorów, głosował przeciwko zgodzie na wysłanie wojsk do Iraku).
W październiku 2004 Dayton, w wyniku ostrzeżeń wywiadu przed możliwością kolejnych ataków terrorystycznych, podjął decyzję o zamknięciu swego biura w Waszyngtonie do czasu wyborów prezydenckich w listopadzie. Inni senatorzy zdecydowali się pozostawić je otwartymi, a Dayton znalazł się w ogniu krytyki za to posunięcie.
Mimo uznania w niektórych kwestiach Dayton nie jest przesadnie popularnym politykiem i postanowił nie ubiegać się o reelekcję w 2006, twierdząc, że nie jest najlepszą osobą, aby móc zachować swoje miejsce w Kongresie w 2006.
22 września 2005, jako pierwszy senator, poparł inicjatywę zgłoszoną przez kongresmena Dennisa Kucinicha (demokraty z Ohio) utworzenia Departamentu Pokoju.
Jego żoną w latach 1978–1986 była Alida Rockefeller Messinger, z którą ma dwóch synów (jego szwagrem jest demokratyczny senator Jay Rockefeller).

### Wyniki wyborów
- Wybory do Senatu w 2000
  - Mark Dayton: 49%
  - Rod Grams (republikanin): 43%
  - Jim Gibson (niezależny): 6%
- Wybory na audytora stanowego w 1990
  - Mark Dayton: 58%
  - Bob Heinrich (republikanin): 42%
- Wybory do Senatu w 1982
  - David Durenberger (republikanin): 53%
  - Mark Dayton: 47%
- Wybory do Senatu w 1982 (prawybory)
  - Mark Dayton: 69%
  - Eugene McCarthy (DFL): 24%

## Odznaczenia
- Wielki Order Króla Piotra Krzesimira IV z Wstęgą i Gwiazdą Poranną (2016)[1]